# Тхун Тхун Мин
Тхун Тхун МинМин (бирм. ထွန်းထွန်းမင်း род. 4 октября 1992, Мон, Мьянма) — бирманский боец лэхвей. Он бывший чемпион мира по этому виду единоборств. В 2014 году 21-летний Тхун Тхун Мин стал самым молодым бойцом, выигравшим Золотой пояс лэхвей. Тхун Тхун Мин считается лучшим бойцом лэхвей в Мьянме и известен тем, что сражается с иностранными соперниками со всего мира. В 2018 году он проиграл Дэйву Ледюку «Самый крупный бой в истории лэхвей».